# Station Antwerpen-Noorderdokken

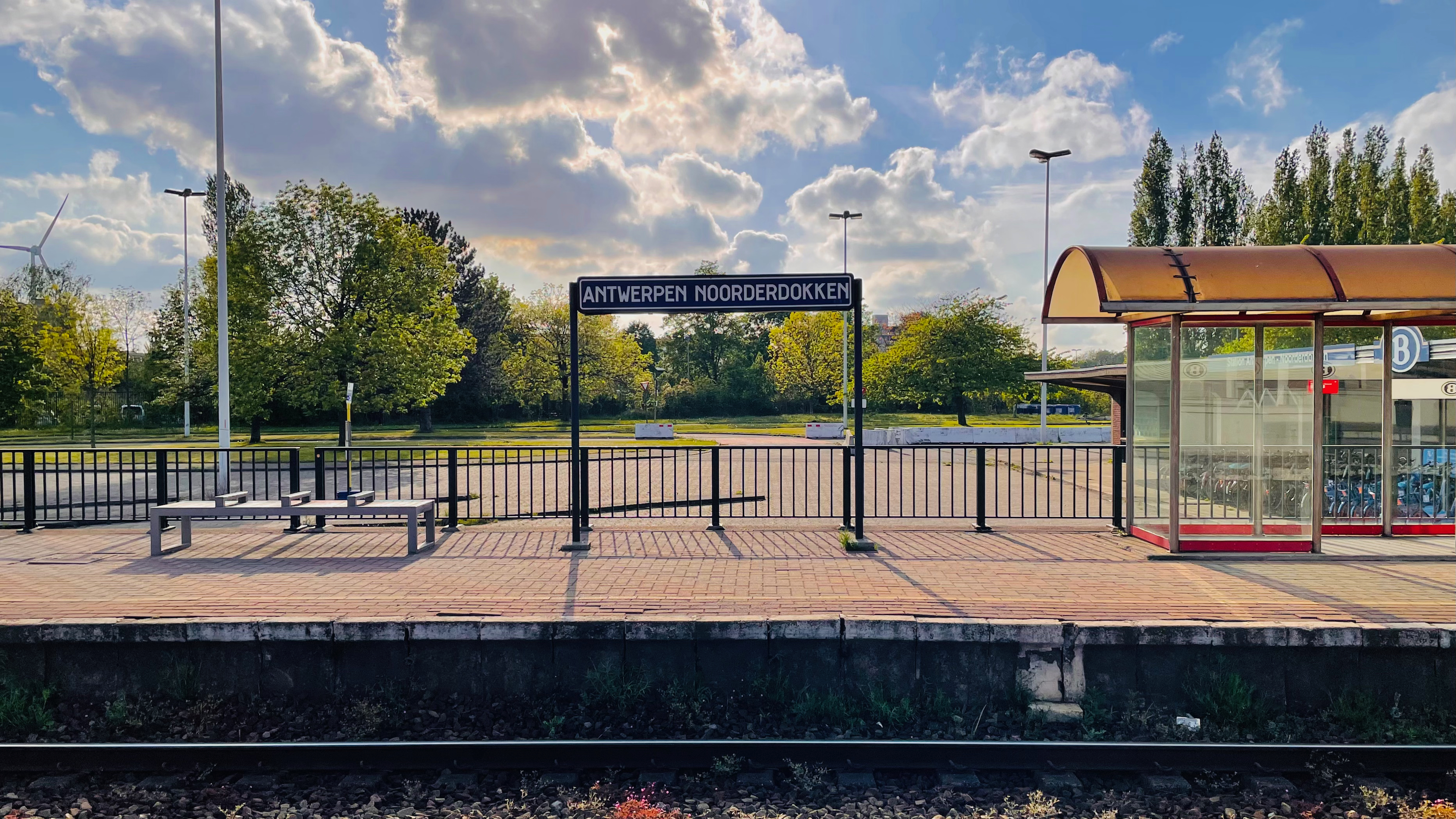
Een plaatsnaambord op een perron

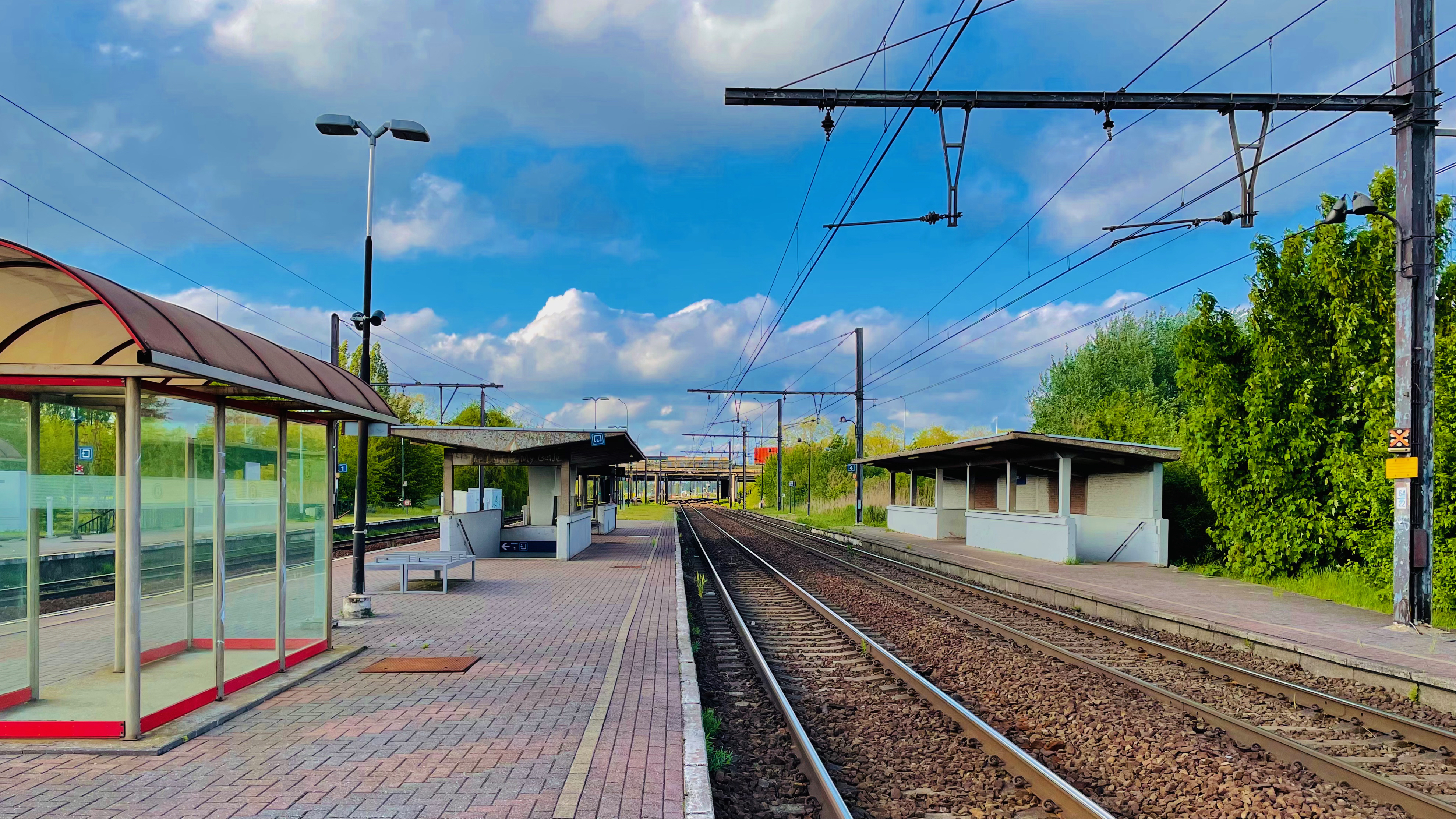
Zicht op de perrons

Station Antwerpen-Noorderdokken is een spoorwegstation langs spoorlijn 12 (Antwerpen - Essen - Nederland) en spoorlijn 27A (Mortsel - Antwerpen-Noord) in het noorden van de stad Antwerpen.
Toen het station gebouwd werd, was het de bedoeling om er de draaischijf voor personenvervoer van en naar de Antwerpse havenbedrijven van te maken, met extra treinen tijdens de shiftwissels. Hiervoor zijn een groot aantal buskaaien en draaiplaatsen voorzien. Het station heeft echter nooit zo gefungeerd aangezien de bussen naar de industrie zijn blijven doorrijden naar het centrum en de randgemeenten, terwijl de buskaaien als parking voor vrachtwagens gebruikt worden. Pas toen in 2004 de werken aan de Antwerpse Ring startten, gebruikte de NMBS dit station waar het oorspronkelijk voor voorzien was. Ook na het einde van de werken aan de Ring, bleven het station en de extra treinen behouden.
In de toekomst zijn op de Havanasite vlak bij het station grote ontwikkelingen voorzien. Sinds begin 2022 is er aan de Noorderlaan op ca. 500m van het station een grote P+R met een tramverbinding naar het centrum gekomen.

## Treindienst
| Serie       | Treinsoort               | Route                                                                     | Bijzonderheden             |
| ----------- | ------------------------ | ------------------------------------------------------------------------- | -------------------------- |
| S 32 2350   | S-trein Antwerpen (NMBS) | Puurs – Antwerpen-Centraal – Antwerpen-Noorderdokken – Essen              | Rijdt alleen op werkdagen. |
| S 32 2550   | S-trein Antwerpen (NMBS) | Puurs – Antwerpen-Centraal – Antwerpen-Noorderdokken – Essen – Roosendaal |                            |
| P 7200/8200 | Piekuurtrein (NMBS)      | Roosendaal – Antwerpen-Noorderdokken – Antwerpen-Centraal                 | Rijdt alleen op werkdagen. |

## Reizigerstellingen
De grafiek en tabel geven het gemiddeld aantal instappende reizigers weer op een week-, zater- en zondag.
| Tabel: aantal instappende reizigers station Antwerpen-Noorderdokken | Tabel: aantal instappende reizigers station Antwerpen-Noorderdokken | Tabel: aantal instappende reizigers station Antwerpen-Noorderdokken | Tabel: aantal instappende reizigers station Antwerpen-Noorderdokken |
|                                                                     | Weekdag                                                             | Zaterdag                                                            | Zondag                                                              |
| ------------------------------------------------------------------- | ------------------------------------------------------------------- | ------------------------------------------------------------------- | ------------------------------------------------------------------- |
| 1977                                                                | 153                                                                 | 17                                                                  | 18                                                                  |
| 1978                                                                | 152                                                                 | 13                                                                  | 26                                                                  |
| 1979                                                                | 177                                                                 | 25                                                                  | 13                                                                  |
| 1980                                                                | 141                                                                 | 20                                                                  | 16                                                                  |
| 1981                                                                | 134                                                                 | 20                                                                  | 11                                                                  |
| 1982                                                                | 95                                                                  | 17                                                                  | 15                                                                  |
| 1983                                                                | 122                                                                 | 12                                                                  | 11                                                                  |
| 1984                                                                | 110                                                                 | 20                                                                  | 10                                                                  |
| 1985                                                                | 67                                                                  | 16                                                                  | 12                                                                  |
| 1986                                                                | 91                                                                  | 22                                                                  | 10                                                                  |
| 1987                                                                | 82                                                                  | 13                                                                  | 22                                                                  |
| 1988                                                                | 71                                                                  | 17                                                                  | 31                                                                  |
| 1989                                                                | 60                                                                  | 45                                                                  | 14                                                                  |
| 1990                                                                | 67                                                                  | 31                                                                  | 8                                                                   |
| 1991                                                                | 42                                                                  | 19                                                                  | 16                                                                  |
| 1992                                                                | 53                                                                  | 25                                                                  | 12                                                                  |
| 1993                                                                | 42                                                                  | 18                                                                  | 15                                                                  |
| 1994                                                                | 55                                                                  | 20                                                                  | 16                                                                  |
| 1995                                                                | 45                                                                  | 15                                                                  | 30                                                                  |
| 1996                                                                | 93                                                                  | 19                                                                  | 8                                                                   |
| 1997                                                                | 52                                                                  | 16                                                                  | 22                                                                  |
| 1998                                                                | 102                                                                 | 16                                                                  | 16                                                                  |
| 1999                                                                | 74                                                                  | 13                                                                  | 12                                                                  |
| 2000                                                                | 85                                                                  | 14                                                                  | 12                                                                  |
| 2001                                                                | 95                                                                  | 32                                                                  | 12                                                                  |
| 2002                                                                | 103                                                                 | 28                                                                  | 25                                                                  |
| 2003                                                                | 131                                                                 | 39                                                                  | 18                                                                  |
| 2004                                                                | 431                                                                 | 18                                                                  | 18                                                                  |
| 2005                                                                | 245                                                                 | 32                                                                  | 17                                                                  |
| 2006                                                                | 198                                                                 | 22                                                                  | 10                                                                  |
| 2007                                                                | 192                                                                 | 14                                                                  | 20                                                                  |
| 2008                                                                | -                                                                   | -                                                                   | -                                                                   |
| 2009                                                                | 162                                                                 | 11                                                                  | 2                                                                   |
| 2010                                                                | -                                                                   | -                                                                   | -                                                                   |
| 2011                                                                | -                                                                   | -                                                                   | -                                                                   |
| 2012                                                                | 102                                                                 | 10                                                                  | 10                                                                  |
| 2013                                                                | 76                                                                  | 11                                                                  | 13                                                                  |
| 2014                                                                | 86                                                                  | 3                                                                   | 8                                                                   |
| 2015                                                                | 53                                                                  | 19                                                                  | 7                                                                   |
| 2016                                                                | 63                                                                  | 6                                                                   | 4                                                                   |
| 2017                                                                | 79                                                                  | 24                                                                  | 7                                                                   |
| 2018                                                                | 184                                                                 | 48                                                                  | 31                                                                  |
| 2019                                                                | 263                                                                 | 43                                                                  | 16                                                                  |
| 2020                                                                | 122                                                                 | 25                                                                  | 22                                                                  |
| 2021                                                                | -                                                                   | -                                                                   | -                                                                   |
| 2022                                                                | 87                                                                  | 18                                                                  | 2                                                                   |
| 2023                                                                | 96                                                                  | 21                                                                  | 21                                                                  |
| 2024                                                                | 147                                                                 | 38                                                                  | 26                                                                  |

## Tariefzone
Bij zowel het binnenlandse als het SCIC-NRT-tarief behoren tot één tariefzone: Antwerpen-Berchem, Antwerpen-Centraal, Antwerpen-Luchtbal, Antwerpen-Noorderdokken en Antwerpen-Zuid.
Antwerpen-Berchem · Antwerpen-Centraal · Antwerpen-Dam · Antwerpen-Dokken en -Stapelplaatsen · Antwerpen-Harwich · Antwerpen-Haven · Antwerpen-Kiel · Antwerpen-Linkeroever · Antwerpen-Luchtbal · Antwerpen-Noord · Antwerpen-Noorderdokken · Antwerpen-Oost · Antwerpen-Schijnpoort · Antwerpen-Waas · Antwerpen-Zuid · Borgerhout · Ekeren · Ekeren-Brug · Fort 6 · Fort 7 · Fort 8 · Hoboken-Kapelstraat · Hoboken-Polder · Leugenberg · Merksem · Molenveld · Sint-Mariaburg · Wilrijk
0,0: Antwerpen-Centraal ·
2,3: Antwerpen-Oost ·
3,4: Borgerhout ·
5,8: Antwerpen-Dam ·
8,3: Antwerpen-Luchtbal ·
9,1: Antwerpen-Noorderdokken ·
11,4: Ekeren ·
12,5: Sint-Mariaburg ·
13,8: Heikestraat ·
15,0: Kapellen ·
19,0: Kapellenbos ·
21,0: Heide ·
22,7: Kijkuit ·
24,0: Kalmthout ·
28,1: Wildert ·
32,1: Essen ·
23,0: Roosendaal ·
15,6: Oudenbosch ·
7,5: Zevenbergen ·
0,0: Moerdijk AR ·
0,0: Lage Zwaluwe
0,0: Hoboken-Kapelstraat ·
1,2: Fort 8 ·
3,0: Fort 7 ·
4,1: Wilrijk ·
4,8: Fort 6 ·
6,0: Molenveld ·
7,1: Fort 5 ·
8,5: Luithaegen ·
Fort 4 ·
13,5: Antwerpen-Berchem ·
14,7: Antwerpen-Oost ·
18,2: Antwerpen-Dam ·
20,9: Antwerpen-Luchtbal ·
21,7: Antwerpen-Noorderdokken ·
Ekeren-Brug ·
Leugenberg